# Casa Estrada Vilarrasa
La Casa Estrada Vilarrasa és una obra barroca de Vic (Osona) protegida com a Bé Cultural d'Interès Local.

## Descripció
Es tracta d'un edifici de planta baixa i dos pisos més altres volums reculats del carrer de la Ramada. La composició de la casa acusa les diferents etapes de construcció i reformes a que ha estat sotmesa. Les motllures que hi ha sota el ràfec fan pensar que la casa devia tenir la tradicional fila de finestretes en un altre pis superior.
Pel carrer Ramada es compon agrupant les obertures en dos eixos verticals. Les plantes es distingeixen pel canvi de proporcions i tipus d'elements arquitectònics.
L'edifici està coronat al carrer de la Ramada per un ràfec inclinat amb tres mènsules que suporten dues tramades de bigues i colls de fusta i rajoles. Les lloses dels balcons i les obertures de la planta baixa són de gran qualitat.
La façana al carrer de les Basses presenta les obertures agrupades en eixos verticals. Les obertures i la cantonada estan emmarcades amb pedra picada. Les baranes i les reixes són de ferro forjat. La façana presenta un acabat d'estuc en relleu. La línia horitzontal queda molt marcada per la motllura el ràfec.

## Història
El carrer de la Ramada, antic camí existent abans de la formació de l'actual ciutat, va ser l'eix estructurador que, partint de la zona de la catedral, va possibilitar l'eixample dels segles xii i xiii cap al mercadal un cop edificades les muralles de protecció a finals del segle xi o principis del XII.
Segons Eduard Junyent ens diu, al parlar del carrer de la Ramada, que aquest carrer no conegué l'existència de les cases senyorials fins a les darreries de la dissetena centúria (1980, p.376).
Parlant d'aquesta casa en concret, la cita en dues ocasions. Per una banda per a remarcar la importància de la portada i balconada al carrer de la Ramada i les finestres enreixades al carrer de les Basses, tot situant la casa al segle xvii (1980, p. 241- 242). I per altra banda, ens diu: "les cases més típiques d'antany anaren desapareixent sota l'arquitectura uniformística de la segona meitat del segle xix, deixant algun record d'aquelles, singularment en la solemne entrada i balconada amb finestres enreixades que es mantenen en la casa que fa angle al carrer de les Basses." (1980, p. 376).
Per part de l'ajuntament, no s'ha trobat cap referència de l'edifici a l'arxiu municipal, però havent visitat la casa, asseguren que s'hi aprecien tres èpoques ben diferenciades: els murs interiors de la planta baixa, la disposició general, el canvi de nivell i el pou evidencien una part més antiga. La façana i l'estructuració general de l'edifici correspondrien a la intervenció suposada del segle xvii. I la tercera que desfigura la casa barroca correspondria a finals dels segle xix amb reformes a l'entrada, on s'haurien introduït uns arcs i s'hauria reformat amb la construcció d'una escala adossada a la mitgera i la redistribució general de les dependències interiors.